# Hanamaki, Iwate
Hanamaki (花巻市 Hanamaki-shi) là thành phố thuộc tỉnh Iwate, Nhật Bản. Tính đến ngày 1 tháng 10 năm 2020, dân số ước tính thành phố là 93.193 người và mật độ dân số là 100 người/km2. Tổng diện tích thành phố là 908,32 km2.

## Địa lý

### Khí hậu
| Dữ liệu khí hậu của Hanamaki, Iwate      | Dữ liệu khí hậu của Hanamaki, Iwate | Dữ liệu khí hậu của Hanamaki, Iwate | Dữ liệu khí hậu của Hanamaki, Iwate | Dữ liệu khí hậu của Hanamaki, Iwate | Dữ liệu khí hậu của Hanamaki, Iwate | Dữ liệu khí hậu của Hanamaki, Iwate | Dữ liệu khí hậu của Hanamaki, Iwate | Dữ liệu khí hậu của Hanamaki, Iwate | Dữ liệu khí hậu của Hanamaki, Iwate | Dữ liệu khí hậu của Hanamaki, Iwate | Dữ liệu khí hậu của Hanamaki, Iwate | Dữ liệu khí hậu của Hanamaki, Iwate | Dữ liệu khí hậu của Hanamaki, Iwate |
| Tháng                                    | 1                                   | 2                                   | 3                                   | 4                                   | 5                                   | 6                                   | 7                                   | 8                                   | 9                                   | 10                                  | 11                                  | 12                                  | Năm                                 |
| ---------------------------------------- | ----------------------------------- | ----------------------------------- | ----------------------------------- | ----------------------------------- | ----------------------------------- | ----------------------------------- | ----------------------------------- | ----------------------------------- | ----------------------------------- | ----------------------------------- | ----------------------------------- | ----------------------------------- | ----------------------------------- |
| Cao kỉ lục °C (°F)                       | 9.1 (48.4)                          | 13.6 (56.5)                         | 22.1 (71.8)                         | 29.3 (84.7)                         | 33.3 (91.9)                         | 34.0 (93.2)                         | 36.6 (97.9)                         | 36.3 (97.3)                         | 35.8 (96.4)                         | 28.9 (84.0)                         | 21.9 (71.4)                         | 17.3 (63.1)                         | 36.6 (97.9)                         |
| Trung bình ngày tối đa °C (°F)           | 2.4 (36.3)                          | 3.7 (38.7)                          | 8.4 (47.1)                          | 15.0 (59.0)                         | 21.4 (70.5)                         | 25.1 (77.2)                         | 27.5 (81.5)                         | 29.3 (84.7)                         | 25.2 (77.4)                         | 18.7 (65.7)                         | 11.8 (53.2)                         | 4.9 (40.8)                          | 16.1 (61.0)                         |
| Trung bình ngày °C (°F)                  | −1.8 (28.8)                         | −0.9 (30.4)                         | 3.0 (37.4)                          | 8.7 (47.7)                          | 15.1 (59.2)                         | 19.5 (67.1)                         | 22.6 (72.7)                         | 24.0 (75.2)                         | 19.7 (67.5)                         | 12.9 (55.2)                         | 6.5 (43.7)                          | 0.8 (33.4)                          | 10.8 (51.5)                         |
| Tối thiểu trung bình ngày °C (°F)        | −6.4 (20.5)                         | −5.6 (21.9)                         | −2.1 (28.2)                         | 2.7 (36.9)                          | 9.3 (48.7)                          | 14.5 (58.1)                         | 18.8 (65.8)                         | 19.9 (67.8)                         | 15.4 (59.7)                         | 7.7 (45.9)                          | 1.6 (34.9)                          | −3.2 (26.2)                         | 6.1 (42.9)                          |
| Thấp kỉ lục °C (°F)                      | −17.5 (0.5)                         | −18.2 (−0.8)                        | −11.8 (10.8)                        | −6.9 (19.6)                         | −0.6 (30.9)                         | 5.1 (41.2)                          | 10.9 (51.6)                         | 10.5 (50.9)                         | 4.3 (39.7)                          | −1.6 (29.1)                         | −10.2 (13.6)                        | −14.8 (5.4)                         | −18.2 (−0.8)                        |
| Lượng Giáng thủy trung bình mm (inches)  | 51.7 (2.04)                         | 49.4 (1.94)                         | 80.8 (3.18)                         | 97.6 (3.84)                         | 98.8 (3.89)                         | 120.0 (4.72)                        | 205.0 (8.07)                        | 156.0 (6.14)                        | 156.8 (6.17)                        | 125.3 (4.93)                        | 84.0 (3.31)                         | 85.0 (3.35)                         | 1.310,4 (51.59)                     |
| Số ngày giáng thủy trung bình (≥ 1.0 mm) | 10.7                                | 10.1                                | 11.4                                | 10.1                                | 10.3                                | 9.0                                 | 13.1                                | 11.4                                | 10.3                                | 10.2                                | 12.7                                | 13.9                                | 133.2                               |
| Nguồn: Cục Khí tượng Nhật Bản            |                                     |                                     |                                     |                                     |                                     |                                     |                                     |                                     |                                     |                                     |                                     |                                     |                                     |